# Dastan (gatunek literacki)

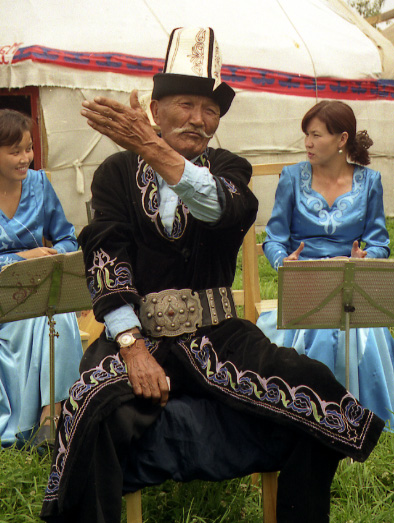
Kirgiz wygłaszający epos Manas w Karakole

Dastan (pers. dāstān ’opowieść’) – perski gatunek poematu epickiego lub jego zamknięta narracyjnie część.
Dastan mógł opisywać perypetie miłosne, przygody rycerskie, podróże, często z elementami magicznymi i baśniowymi. Jako fragment utworu dastan występuje Szahname Ferdousiego. Istniały też dastany pisane prozą, które były formą literatury rozrywkowej tworzonej dla mniej wyrafinowanego czytelnika (np. Samak-e Ajjār z XII w.). Dzielimy je na heroiczne, religijno-heroiczne i miłosne. Zazwyczaj były utworami przekazywanymi ustnie z pokolenia na pokolenie. 
Dastany ludowe opisywały zmitologizowane czyny bohaterów narodowych i religijnych (np. imama Alego). W literaturze ustnej dastan najczęściej miał formę prozy rytmizowanej, przeplatanej wstawkami poetyckimi, wykonywanej przed publicznością przez zawodowego opowiadacza (naqqāl) lub w mniejszym gronie przez amatora.
We współczesnym literaturoznawstwie irańskim termim dastan używany jest też do form beletrystycznych literatury zachodniej, jak powieść, opowiadanie, nowela, czasami z dodatkowymi określeniami, np. dāstān-e boland – długi dastan, powieść. 